# Stictomischus remotus
Stictomischus remotus is een vliesvleugelig insect uit de familie Pteromalidae. In 1988, publiceerde Boucek voor het eerst de wetenschappelijke naam van deze soort op geldige wijze.